# Kvinden i toget
Kvinden i toget er en psykologisk thriller fra 2015, skrevet af den britiske forfatter Paula Hawkins. Den benytter sig af tre forskellige kvinder som fortællere af samme intrige, hvor tre kontrollerende mænd binder dem sammen, ligesom der er fokus på hovedpersonens alkoholisme, som betyder, at hun af og til glemmer vigtige detaljer, som "udfyldes" af de to andre kvinders fortælling. Romanen debuterede på førstepladsen på The New York Times' Fiction Best Sellers of 2015-liste (trykt og som e-bog) dateret 1. februar 2015 og forblev i positionen i 13 på hinanden følgende uger, indtil april 2015. I januar 2016 blev den bestseller igen i to uger. Mange anmeldelser omtalte bogen som "den næste Gone Girl", med henvisning til et populært psykologisk mysterium fra 2012 af forfatteren Gillian Flynn med lignende temaer, der brugte upålidelige fortællere.
I begyndelsen af marts, mindre end to måneder efter udgivelsen, havde romanen solgt over en million eksemplarer og en yderligere halv million i april. Den indtog førstepladsen på den britiske hardback-bogliste i 20 uger, det længste en bog har haft førstepladsen. I begyndelsen af august havde bogen solgt mere end tre millioner eksemplarer alene i USA, og i oktober 2016 anslås et salgstal på 20 millioner eksemplarer på verdensplan. I 2021 havde bogen solgt anslået 23 millioner eksemplarer på verdensplan.
Filmrettighederne blev erhvervet af DreamWorks Pictures for Marc Platt Productions, før bogen var blevet udgivet. Den amerikanske filmatisering med Emily Blunt i hovedrollen som kvinden i toget og Tate Taylor som instruktør havde verdenspremiere den 20. september 2016 i London og biografpremiere den 7. oktober i USA samt 3. november 2016 i Danmark.

## Plot
Historien er fortalt fra tre kvinders synspunkt: Rachel Watson, Anna Boyd/Watson og Megan Hipwell.
Rachel Watson er en 33-årig alkoholiker, der er påvirket af afslutningen på sit ægteskab med Tom, som forlod hende for en anden kvinde, Anna. Rachels druk har betydet, at hun har mistet sit job. Hun har blackouts, når hun vågner af en rus. Mens hun er fuld, chikanerer hun ofte andre og især Tom, selvom hun kun har en svag eller ingen erindring om disse handlinger, når hun først er ædru. Tom er nu gift med Anna Boyd og har en datter med hende, Evie. Dette giver næring til Rachels selvdestruktive tendenser, da det var hendes manglende evne til at undfange et barn, der førte hende ud i alkoholisme. Rachel følger sin gamle rutine med at tage toget til og fra London hver dag, den ene klokken 8.04 om morgenen og den anden klokken 5.56 om aftenen, for at skjule, at hun er blevet fyret. Hendes tog passerer langsomt hendes gamle hus på Blenheim Road, hvor Tom, Anna og Evie nu bor. Hun begynder også fra toget at se et attraktivt par, der bor et par huse fra Tom og Anna. Hun idealiserer deres liv (døber dem "Jason" og "Jess"), selvom hun ved, hvad de hedder og ikke aner, at deres liv er langt fra perfekt. Parrets kone, Megan Hipwell ("Jess"), har en problematisk fortid. Hun finder sit nuværende liv kedeligt og flygter fra sine problemer ved at tage en række elskere. Megan har søgt hjælp ved at konsultere en terapeut, Dr. Kamal Abdic. Til sidst afslører hun for ham en dyster hemmelighed, hun aldrig har betroet nogen før.
Anna er ung, smuk, forelsket i Tom og glad som hjemmegående mor for sit lille barn Evie. Mens hun først nød i at tirre Rachel med, at Tom valgte hende, bliver hun til sidst rasende over Rachels chikane af sin familie.
En dag bliver Rachel fra sin plads i toget chokeret over at se Megan kysse en anden mand. Næste dag, vågner hun op efter en voldsom druktur og finder sig selv blodig og forslået uden minder fra aftenen før. Hun finder kort efter ud af, at Megan er forsvundet, og bliver afhørt af politiet, efter at Anna har forklaret, at hun har set hende vakle beruset rundt, den nat, hvor Megan forsvandt. Rachel bliver interesseret i sagen og fortæller politiet, at hun tror, at Megan havde en affære. Hun kontakter derefter Megans mand, Scott ("Jason") og fortæller ham også, idet hun lyver, at hun og Megan var venner. Rachel erfarer, at manden, hun så kysse Megan, var Kamal.
Herfra udvikler plottet sig drastisk med mange twists, indtil sandheden om Megans forsvinden og voldsomme død bliver afsløret, primært fordi Rachel efter en periode på vandvogenen begynder at huske brudstykker af, hvad hun så den nat, hvor Megan forsvandt.

## Modtagelse
Kvinden i toget fik hovedsagelig positive anmeldelser fra både kritikere og publikum. I 2015 blev den den hurtigst sælgende hardcoverroman for voksne i historien, og den tilbragte over fire måneder på New York Times Bestseller Liste efter udgivelsen. Kirkus Reviews roste romanen med en stjerne-anmeldelse og skrev, at "selv de mest opvakte læsere vil få et chok, når Hawkins langsomt afslører fakta og afslører de barske realiteter om kærlighed og besættelse, der uundgåeligt fører til vold." Efterfølgende blev romanen hædret af Kirkus Reviews som en af de bedste bøger i 2015, i kategorien fiktion. Bogen vandt også 2015 Goodreads Choice Award i kategorien Mystery & Thriller.

## Filmatiseringer

### Engelsk filmatisering
Filmrettighederne til romanen blev erhvervet i marts 2014 af DreamWorks Pictures og Marc Platt Productions med Jared Leboff (producer hos Marc Platt) som producer. Tate Taylor, der instruerede The Help (2011) blev instruktør af denne film med Erin Cressida Wilson som manuskriptforfatter. Den britiske skuespillerinde Emily Blunt blev engageret til at portrættere Rachel. Forfatteren Hawkins meddelte i juli 2015, at filmens rammer ville blive flyttet fra Storbritannien til USA. Filmen begyndte produktionen i New York City-området i oktober 2015. Filmen blev udgivet den 7. oktober 2016. Den er i alle væsentlige detaljer tro mod begivenhederne i bogen.